# カインとアベル (2009年のテレビドラマ)
『カインとアベル』（카인과 아벨）は、2009年2月18日から4月23日まで韓国のSBSで毎週水曜木曜に放送されたテレビドラマ。全20話。ドラマ名は、旧約聖書に登場する兄弟カインとアベルから。
　

## あらすじ
ソウルの大病院の院長の息子イ・チョインは、尊敬する兄イ・ソヌの勧めで、手術見学に中国に渡る。しかし母親である副院長たちの権力争いに巻き込まれ、誘拐され頭を銃で撃たれ記憶喪失となる。半年後、記憶が戻りソウルに帰ったチョインは、黒幕を突き止める為病院内に嵐を起こす。そこから、兄弟二人のすさまじい対立が始まる。

## 登場人物
イ・チョイン
演 - ソ・ジソプ
幼い頃に両親を交通事故で亡くし、両親の親友である病院の院長に引き取られ育てられた医師。実の息子でないためか母親は辛辣で抱かれたことすらない。義理の兄とはとても仲が良く憧れで、ずっと慕っていた。兄弟ともに優秀な医師だが、兄とは違い誰にも期待されてはいなかった。性格は陽気でお人よし。キム・ソヨンとは恋人同士で、そろいの指輪をはめている。その頃病院では院長（脊索腫のため寝たきり状態）側の救命センター建設と副院長側の脳医学センター建設の激しい権力争いが起こっており、院長がチョインに救命センターを任せる意思を表明していたため脳医学センター側にとって目の上のたんこぶとなる。7年ぶりに帰ってきた兄とも院長（父親）の手術のことで意見が食い違い、中国で父と同じ病気の患者の手術見学のため中国に渡る。そこでガイドのオ・ヨンジと出会い、行動を共にし韓国で再会する約束をする。しかし空港に向かう途中副院長につく理事が仕向けた集団に拉致され、頭に銃弾を喰らい砂漠に捨てられる。死にかけていたところを脱北者でヨンジの兄であるオ・ガンチョルたちに救われるが、自分の名前すら思い出せなくなってしまう。人格も変わり、無口で冷静な性格になる。ガンチョルには弟にならないかと言われ、オ・ガンホと名乗る。その後脱北者としてとらえられガンチョル共に収容所に入れられ、厳しい生活を強いられる。そこでチョインを捜しにやってきたソヌと再会し、ソヌに生存を知られる。その後北朝鮮に送り返されそうになったところをなんとか脱出、韓国に帰ろうと試みる。しかしガンチョルは、同じ脱北者のチェ・チスの裏切りによって助からないほど銃弾をくらい、妹ヨンジのことをチョインに任して絶命。単身韓国に戻り、ガンチョルの殺人犯として疑いをかけられるが、ヨンジによって救われ、清州に渡ってガンホとしてヨンジと同居を始める。そこで徐々に記憶を取り戻し始める。一方ソヌは彼が韓国に戻ったことを知るなり中国でチョインを始末しようとした男たちに殺害指令を出し、チョインは車にひかれそうになるがヨンジがかばったことによって軽傷で済み、すべての記憶を取り戻しソウルの病院に帰ってくる。誘拐された後のことは何も覚えていないと嘘をつき、ソウルで黒幕を追って動く。彼が記憶を整理するため病院内の自室のスクリーンにつづった表はソヌに記憶喪失の振りだと見破られ、ソヨンにソヌの悪行を知らしめる結果となった。のち実行犯、最初に指示した人物、両親の本当の死因、そして兄が自分を殺そうとしたことすべてを知り、兄への憎悪に燃える。そして父の夢である救命センターの建設を土地の所有権や脳医学センター側の工作を暴きながら進め、採決で票を勝ち取り建設を決定づける。その夜兄と対談し、自分の罪を認めて謝罪さえすれば元に戻れると懇願するが、拒否され2人の亀裂は修復不可能なものになる。のちの兄の脳腫瘍によるオペの申し出には恐ろしいほど冷淡に接するが、結局執刀し兄を延命させる。最後にはヨンジと結婚するとガンチョルに報告し、運動神経を失った兄には完全に元には戻れないが今の状態からは戻って来いと告げる。
イ・ソヌ
演 - シン・ヒョンジュン
チョインの義理の兄。7年前脳腫瘍を患い、治療とさらなる医術を身につける為アメリカに渡る。7年前ソヨンと恋仲だった。昔から父親がチョインにかかりっきりで自分は認めてもらえないというコンプレックスを持ち、何事にも動じないふりを続けてきた。ソウルに帰ってきたあとは母親と脳医学センター建設に尽力する。彼のオペの方針は悪性のものは根絶やしにするというもので、そのため味覚を失った患者がいたがいとわない様子を見せチョインと意見を異にし、父親の手術については後遺症を気にかけ反対するチョインを中国に行かせる。そしてチョインが脳医学センターに邪魔な存在だとわかった上で彼が中国から帰ってくる間も与えず父親の手術を行う。チョインが失踪した後は生きているとまずいとは思いながらソヨンと中国に渡り捜索を行い、そこで脳腫瘍の再発症状が出始める。収容所でチョインの生存を確認するが、脳医学センターとソヨンを失いたくないという思いから知らぬふりをし、韓国でチョインの葬儀を行い、脳医学センター長に就任し、ソヨンとよりを戻す。のち清州にチョインがいることを知り、記憶を失っているチョインの隣で堂々と殺人依頼をしたり、交通事故で運ばれた時は病院で自ら始末しようとしたり、チョインがソウルに帰ってきたあとも記憶喪失の嘘を見破り殺人依頼するなどだんだん行動はエスカレートしていった。ソヨンを巻き込みたくないチョインの気持ちをくみ取り彼の前で結婚宣言をしたりもした。しかし復讐に燃えるチョインに脳医学センターは不利な立場に立たされ、さらにチョインがソヨンに自分がしたことを知るように仕向けたと勘違いし、さらに意図せずチョインから母親にもチョインを殺そうとしたことを知られてしまい怒り狂う。センター建設の採決の日には、チェ・チスにヨンジを誘拐させたり、チョインに殺人容疑をかぶせたりとことごとくチョインの邪魔をしたが、結局何一つ成功せず、チョインの謝罪の願いにもう遅すぎると謝罪を拒否したが、心の中では反省する様子を見せていた。そして脳腫瘍が本格的に悪化し、ソヨンの優しさに触れ、生きるか死ぬか運命をチョインに任せたいという思いからチョインに執刀を懇願する。手術後チョインに対する罪滅ぼしのつもりか手術は成功したのに全く話せない状態になり、療養センターでソヨンとともに過ごす。最後にはチョインの言葉に涙を流した。
オ・ヨンジ
演 - ハン・ジミン
脱北者の女性でガンチョルの妹。1人中国で生活をしチョインを誘拐したチェ・ボックンらにチョインの監視役として雇われる。明るく素直な性格。ボックンには詐欺師と吹き込まれ警戒しながらチョインのガイドをするが、チョインのボランティア活動などを見て共に時を過ごすうちにチョインが悪人ではないと確信し好意を持ち始め、腹膜炎になりかけたところを助けてもらう。その後チョインを病院から逃がし、韓国での再会を約束する。のち密航船で韓国に渡ろうとするが、男に襲われかけ海に飛び込み、韓国政府に保護され支援センターに入る。センターを出たのちガンホとガンチョルが韓国に来たと知らされ会いに向かうが、そこで兄の死を知り悲しみに暮れ、チョイン（ガンホ）と再会する。チョインは兄が送り届けた人だから絶対離さないという意思を見せ、チョインと清州で生活を始めるが、チョインに恋心を抱き、そばにいてほしいとの思いからチョインの過去を言い出せずにいた。しかしチョイン記憶喪失によるストレス症状が出ていることを知り、中国での出来事を告白し、さらにソヨンの元へチョインを返そうとするが、共に交通事故に遭う。ソウルでチョインの無事を確認した後は清州に戻るが、彼女の安全を危惧するチョインに呼び戻され共に病院で働くことになり、孤独な戦いを続けるチョインにとって大きな支えとなった。採決の日チスにさらわれ、チスを殺そうとしたチョインに愛の告白をしてやめさせた。ソヌの手術後、「迎えに来てください」と再び清州に帰り、1か月後迎えに来たチョインと結婚の約束をした。ジャガイモギョーザのスープを作るのが得意。
キム・ソヨン
演 - チェ・ジョンアン
チョインとソヌの幼馴染。先天的に心臓が弱い女性。歌手や保育園の先生として働いている。7年前ソヌと付き合っていて心から愛していたため音信不通になって悲しみに暮れるが、チョインに支えられ彼に惹かれ始め恋仲となる。チョインの失踪後は中国に渡りわが身構わず張り紙を張ったりして捜索活動に尽くすが、結局見つけられず韓国に戻る。戻った後ソヌの病気のこと、再発のこと、そして7年間ずっと自分を愛してくれていたことを知り再びソヌに惹かれ、そばにいてあげようと決める。チョインの帰還後かなり混乱するが、ソヌを愛していることをはっきりチョインに告げ、関係を終わりにした。その後チョインとソヌの対立を知り、ソヌの病気について書いた手紙をチョインの部屋に持ってきたときソヌがチョインを殺そうと仕向けたことを知り絶望する。しかしそれでもソヌを支えたいと伝え、チョインに手術を頼む。最後は療養センターでソヌを支えているようで、1日でもソヌが生き延びられることを祈っている。
ナ・ヘジュ
演 - キム・ヘスク
病院の副院長で院長の妻、チョインとソヌの母親。昔夫を独占したい思いから嫉妬で正気を失い、チョインの両親を死に至らしめた。それ以来チョインを見るたび罪におびえ、かなりつらく当たってきた。チョインに救命センターを任せようとする院長の考えにソヌがいながら実の息子でもない人物に譲ろうとするなんて許せないと強く反発し、中心に立って脳医学センターの建設を進める。そのためには手段を選ばず、邪魔者を左遷したり、解任も平気で行う冷徹な性格で、チョインが中国で足止めをくらうよう仕向けた。夫が倒れたにも関わらず30分も放置したこともある。チョインの帰還後ソヌを真っ向から邪魔することに対して怒りをあらわにし、「あんたなんか息子じゃない」と言い放った。採決で負けてからは苦境に立たされ、兄弟が深く憎み合うことに関して自分のせいだと悔やむ様子を見せた。ソヌの手術をめぐっては土下座をして泣きながら自分が悪いからとチョインに頼み込んだ。最後は夫とともに罪を償おうと決め、副院長の座から降りてチョインに深く謝罪し、必ず両親を殺した罪は償うと約束した。
イ・ジョンミン
演 - チャン・ヨン
院長でヘジュの夫、チョインとソヌの父親。脊索腫のため昏睡状態で、手術を受けたもののほとんど動けず口もきけなくなった。チョインの両親の親友で、彼らがいかに病院に尽くしてきたか知っているためチョインに救命センターを任せることは使命だと考え、そのことでソヌを傷つけてしまう。ソヌの手術のときには動けないながらもチョインに手紙をつづり、彼の背中を押した。最後は妻の誤解を深めてあんな行動をするまでに追い込んでしまったこと、ソヌに不本意ながら冷たく当たってしまったことを反省し、妻に共に罪を償おうと告げた。
オ・ガンチョル
演 - パク・ソンウン
脱北者でヨンジの兄。砂漠で死にかけていたチョインを救った。他の脱北者をまとめる隊長。優しく家族思いで、チョインを義理の弟にし、本当の弟のようにかわいがり、収容所に入った時はチョインをかばって大けがを負った。脱出後、チェ・チスの裏切りによってナイフでわき腹を刺され、さらに数発の銃弾を受け瀕死状態になる。チョインは必ず救うと彼をおぶって逃げようとしたが、チョインを逃がすため妹のことを守ってくれと頼んだ上で銃で頭を撃って自殺し、骨だけ韓国に渡った。
チェ・チス
演 - ペク・スンヒョン
ガンチョルと行動していた脱北者。銃弾を受けて苦しむ仲間を楽にしてやると首を絞めて殺そうとしたり、追われた時にはその仲間を撃って逃げるなど、残酷かつ狂人的な性格。金が欲しいがためにガンチョルを裏切り、致命傷を負わせて逃亡した。のち韓国にやってきてチョインにガンチョルを殺した罪をなすりつけたが、チョインの供述によって疑われチョインを恨む。のち健康診断のためチョインが訪れた場所で彼に筋肉を弛緩させる薬を打ち、ヨンジを狙うが、チョインに殺されかける。しかしヨンジがチョインを止めたため逃亡、チョインが記憶を取り戻してから急患で運ばれてきて、チョインのオペによって命を救われる。その後利用できると踏んだソヌに保護され、彼の指示で動くようになる。チェ・ボックンとその仲間を殺し、チョインへの怒りに燃えるソヌの命令によってヨンジをさらい、チョインを殺そうとするが再び殺されかける。最後はチョインがチェ・ボックンを殺したことを告白させそれを録音していたため捕まり、チョインに罵倒の言葉を浴びせながら去った。
オ・イングン
演 - キム・ハギュン
副院長につく理事。最初にチョインを殺害するよう命じた人物。チョイン帰還後、なぜ遺骨が家族ではなく彼に送られたのかというおかしさをチョインに突かれ、偽の骨は元に返してやれと言われたり、自分（チョイン）は彼を助けることも貶めることもできるなどと言われ焦燥する。のち自身の株が暴落しさらにソヌに命を狙われ、チョインに実行犯チェ・ボックンとその電話番号を教えた後、妻子と逃亡ししばらく姿を消した。副院長が味方につける為株を買い、採決の日に姿を現すが、最終的にチョインに寝返った。株はソヌが命を狙ったことへのお礼として受け取ると副院長に告げ、姿を消した。
チェ・ボックン
演 - チョ・ウォニ
チョイン殺人未遂の実行犯。ヨンジを監視につけたのも彼。チョインの頭を撃ち抜き、砂漠に放置し、仲間を殺しその骨をチョインの指輪とともにチョインの骨と偽ってオ理事に送りつけた。その後韓国にやってきて、ソヌの指示でチョインを捜索し写真を撮ったりした。チョインのことはかなりいい金づるだと思っている。ソヌに依頼され、車でチョインをはねようとするがヨンジが立ちふさがったことにより失敗した。ソウルではチョインと対峙し殺そうとするが、チョインが打った神経毒により動けなくなり、チョインにさんざん殴られたあげく、チョインが去った後現れたチェ・チスにより首の頸動脈を切られ死亡した。
キム・ヒョンジュ
演 - ハ・ユミ
チョインと仲のいい中年の女医。チョインの両親と知り合いで昔からチョインをかわいがっていた。チョインを支えながら院長の命によって救命センターに力を注ぐ。しかし副院長に煙たがられ不当な薬管理表のねつ造にあい清州の病院に左遷される。清州で記憶のないチョインに再会する。チョイン帰還後左遷は不当だったとしてソウルに戻され、チョインと協力し救命センター建設を進める。採決の日チョインが捕まった時には彼を逃がしヨンジ救出に向かわせる手伝いをした。救命センター設立が決まり、センター長に就任した。

## スタッフ
- 脚本：パク・ケオク

## 韓国国外での放送

### 日本
2009年7月24日から12月18日までWOWOWで毎週金曜日に放送。
2010年1月26日から4月6日まで地上波、テレビ東京ランチチャンネル枠にて毎週月曜火曜12時05分 - 13時00分で放送。
2011年7月30日からBS11毎週土曜日 14時30分 - 16時00分 HDノーカット版 日本語字幕放送。
日本語吹替
- イ・チョイン：桐本琢也[1]
- イ・ソヌ：平田広明[2]
- オ・ヨンジ：名塚佳織[3]
- キム・ソヨン：甲斐田裕子[4]

## 受賞
- 2009 第22回グリメ賞 最優秀作品賞
- 2009 第22回グリメ賞 最優秀男子演技賞　ソ・ジソプ
- 2009 第2回放送映像グランプリ 今年の俳優文化部長官賞 ソ・ジソブ
- 2009 SBS演技大賞 最優秀演技賞・10大スター賞 ソ・ジソブ

## 備考
- 2016年に日本でも同名のテレビドラマが制作されているが（「月9」枠で放映）、本作と同じく旧約聖書の創世記に登場するカインとアベルをモチーフにしているものの、恋愛ドラマで内容も異なるため本作とはほぼ無関係。

| テレビ東京 ランチチャンネル月曜・火曜【12:05 - 13:00】枠 | テレビ東京 ランチチャンネル月曜・火曜【12:05 - 13:00】枠                                                                                   | テレビ東京 ランチチャンネル月曜・火曜【12:05 - 13:00】枠 |
| 前番組                                                   | 番組名 | 次番組                                                   |
| -------------------------------------------------------- | --- | -------------------------------------------------------- |
| シンデレラマン （2009年11月17日 - 2010年1月25日）        | カインとアベル （2010年1月26日 - 2010年3月30日） ランチチャンネル【12:35 - 13:30】枠の放送時間帯変更に伴う （2010年4月5日 - 2010年4月6日） | バラエティ、旅番組の再放送                               |